# Bronamnesie
Bronamnesie is een vorm van geheugenverlies. Het gaat om een storing in de werking van het declaratief geheugen. Hierbij is vooral het geheugen voor de context van gebeurtenissen verstoord.
Het onderscheid tussen eigen ervaringen en andermans verklaringen kan een voorbeeld zijn. Men vermoedt dat vooral beschadigingen aan de prefrontale cortex leiden tot bronamnesie.